# Synkronized
Synkronized – czwarty studyjny album Jamiroquai, wydany w 1999 roku. Piosenka "Canned Heat" została wykorzystana w filmie "Center Stage" oraz "Napoleon Dynamite". "Deeper Underground" stanowiący bonus do płyty stał się pierwszym i jedynym singlem Jamiroquai, który zdobył pierwsze miejsce na brytyjskiej liście przebojów. Został wykorzystany w filmie Godzilla.

## Spis utworów
1. "Canned Heat" – 5:31
2. "Planet Home" – 4:44
3. "Black Capricorn Day" – 5:41
4. "Soul Education" – 4:15
5. "Falling" – 3:45
6. "Destitute Illusions" – 5:40
7. "Supersonic" – 5:15
8. "Butterfly" – 4:28
9. "Where Do We Go From Here?" – 5:13
10. "King For A Day" – 3:40
11. "Deeper Underground" – 4:46